# Armantes
El Armantes (973 m s. n. m.), es una meseta situada en el término del municipio zaragozano de Cervera de la Cañada, es la cota más alta de la Sierra de Armantes, en el Sistema Ibérico, ubicada en la comarca aragonesa de Calatayud.